# Pekka Toveri
Pekka Juhani Toveri, född 6 april 1961 i Kankaanpää, är en finländsk politiker (Samlingspartiet) och generalmajor (inte längre i aktiv tjänst). Han är ledamot av Finlands riksdag sedan 2023.
Toveri blev invald i riksdagen i riksdagsvalet 2023 med 9 667 röster från Nylands valkrets.